# South Vinemont
 South Vinemont és una població dels Estats Units a l'estat d'Alabama. Segons el cens del 2000 tenia 425 habitants.

## Demografia
Segons el cens del 2000, South Vinemont tenia 425 habitants, 180 habitatges, i 115 famílies La densitat de població era de 252,5 habitants/km².
Dels 180 habitatges en un 25,6% hi vivien nens de menys de 18 anys, en un 52,2% hi vivien parelles casades, en un 6,7% dones solteres, i en un 36,1% no eren unitats familiars. En el 31,7% dels habitatges hi vivien persones soles el 12,2% de les quals corresponia a persones de 65 anys o més que vivien soles. El nombre mitjà de persones vivint en cada habitatge era de 2,36 i el nombre mitjà de persones que vivien en cada família era de 2,93.
Per edats la població es repartia de la següent manera: un 22,1% tenia menys de 18 anys, un 10,4% entre 18 i 24, un 27,5% entre 25 i 44, un 25,9% de 45 a 60 i un 14,1% 65 anys o més.
L'edat mediana era de 37 anys. Per cada 100 dones hi havia 90,6 homes. Per cada 100 dones de 18 o més anys hi havia 94,7 homes.
La renda mediana per habitatge era de 26.806 $ i la renda mediana per família de 35.000 $. Els homes tenien una renda mediana de 30.250 $ mentre que les dones 16.250 $. La renda per capita de la població era de 16.141 $. Aproximadament l'11,1% de les famílies i el 16,5% de la població estaven per davall del llindar de pobresa.

## Poblacions properes
El següent diagrama mostra les poblacions més properes.